# Tomislav Globan
Tomislav Globan (Bjelovar, 3. rujna 1986.) hrvatski je ekonomist i sveučilišni profesor, doktor ekonomskih znanosti, specijaliziran za područja makroekonomije, međunarodnih financija i ekonomike sporta. Trenutno obnaša dužnost izvanrednog profesora na Katedri za makroekonomiju i gospodarski razvoj Ekonomskog fakulteta Sveučilišta u Zagrebu te je voditelj istraživačkog centra MacroHub. Pokretač je platforme za sportsku analitiku „Football Meets Data”.
Rodio se u Bjelovaru 3. rujna 1986. godine. Nakon završene Gimnazije u Bjelovaru (prirodoslovno-matematički smjer), diplomirao je 2008. godine na Ekonomskom fakultetu u Zagrebu, smjer Financije. Doktorirao je 2013. godine s temom o makroekonomskim šokovima kao odrednicama mobilnosti kapitala. Znanstveno se usavršavao na prestižnim institucijama poput WIIW instituta u Beču, Sveučilišta u Cambridgeu, Sveučilišta u Surreyju te Northwestern Universityja.
Na Ekonomskom fakultetu u Zagrebu predaje niz kolegija na hrvatskom i engleskom jeziku, uključujući Makroekonomiju, Ekonomske politike EU i Ekonomiku sporta. Aktivno sudjeluje u recenziranju radova za međunarodne časopise te je član uredništva „Zagreb International Review of Economics and Business”. Vanjski je suradnik na Kineziološkom fakultetu u Zagrebu na kolegiju Ekonomika i menadžment sporta.
Za svoj znanstveni rad primio je brojne značajne nagrade, uključujući Državnu nagradu za znanost Hrvatskog sabora, nagradu „Olga Radzyner” Austrijske središnje banke te nagradu Društva sveučilišnih nastavnika za najbolji rad u području ekonomije. Njegov nastavni rad također je prepoznat kroz višestruke dekanove nagrade za izvrsnost u predavanju.
Globan je objavio preko 50 znanstvenih radova, s posebnim fokusom na teme europskih ekonomskih integracija, makroekonomije financijskih tržišta i ekonomike sporta. Kao voditelj preddiplomskog i diplomskog studija Ekonomije na engleskom jeziku, značajno je pridonio internacionalizaciji hrvatskog visokog obrazovanja. Predavao je na nekoliko međunarodnih sveučilišta, uključujući WU Wien i Kyungpook National University u Južnoj Koreji.

## Ekonomika sporta
Jedno od područja njegovoga znanstvenog rada i interesa je ekonomika sporta. Razvio je i vodi „Football Meets Data” platformu za primijenjenu statistiku u nogometu, koja se bavi vjerojatnostima, rangiranjem, simulacijama i analizom podataka.
Član je Izvršnog odbora GNK Dinamo. Na funkciji je predsjednika klupskog Odbora za članove.  Bio je na izbornoj listi Velimira Zajeca „Dinamovo proljeće”.
Objavio je, u suradnji s američkim kolegom Johanom Rewilakom, znanstveni rad koji predstavlja novi indeks za mjerenje olimpijske uspješnosti, uzimajući u obzir raznovrsnost sportskih postignuća umjesto samo broja medalja po stanovniku. Prema tom indeksu, Hrvatska se nalazi među deset najuspješnijih nacija svijeta s 41 medaljom u 13 različitih sportova od 1992. do 2021. godine, što znači da na svakih milijun stanovnika osvaja olimpijske medalje u tri različita sporta.